# ブレーキとアクセルの踏み間違い事故
ブレーキとアクセルの踏み間違い事故（ブレーキとアクセルのふみまちがいじこ）は、自動車を運転中にブレーキをかけるため、ブレーキペダルを踏むつもりで誤ってアクセルペダルを踏み込み、急発進・急加速することによって生じる交通事故を指す。

## 各国の状況

### 日本
日本では2013年（平成25年）、ブレーキペダルとアクセルペダルの踏み間違いが原因とみられる人身事故は6,448件発生し、死者は54人であった。同年に上記の人身事故を起こした運転手のうち20歳代は22%、70歳代が17%、60歳代が15%、30歳代・40歳代・50歳代・80歳代がそれぞれ10%前後である。事故発生率はほぼ横ばいで、2010年（平成22年）から2019年（令和元年）までの10年間に発生した人身事故は55,377件、そのうち死亡事故は459件である。この中には複数の死者を生じさせた事故も含まれていることから、実際の死者は459人より多い。
2005年（平成17年）から2009年（平成21年）の統計によると、人身事故件数は年間7,000件程度発生しており、全事故に対しておよそ1%程度を占める。性別・年齢別では20歳前半の男性が最も多く、免許保有者数あたりの事故件数は20歳以下と75歳以上では全体平均の3倍以上あり、若年層と高齢者で顕著に多くなっている。また、踏み間違え事故が全事故に占める割合は高齢者で多くなっている。
警察庁の統計によると、2015年（平成27年）の日本国内でのブレーキとアクセルの踏み間違いによると見られる死亡事故は58件、うち65歳以上の高齢ドライバーが50件で、高齢ドライバーによる事故割合が比較的高くなっている。
運転者がペダルを踏み間違えたとしても、すぐに踏み間違いに気づいてブレーキペダルを踏み直せば多くは大事に至らない。しかし、運転者が踏み間違いを自覚せず、ブレーキペダルと思い込んでアクセルペダルを踏み続けた場合、自動車のスピードが上がって重大事故に発展しやすい。運転者がなぜブレーキペダルに踏み替えないのかについては、運転者が慌てたりパニックを起こしたりしたからだというのが通説であるが、人間の心理的な特性や反射特性に原因があるとする研究例もあり、具体的な原因は解明されていない。
この事故はオートマチックトランスミッション（AT）の車両に多く、マニュアルトランスミッション（MT）の車両ではAT車との運転方法の違いから発生しにくいとされる。AT車は、発進および加速をアクセルペダルのみで行うことが可能である。これは運転操作が簡単だというAT車の最大の利点である一方、ブレーキペダルとアクセルペダルを踏み間違えただけで簡単に誤発進や急加速に至るということでもある。これに対してMT車は、発進や一定以上の加速にアクセルペダルに加えてクラッチペダルやシフトレバーの操作を要する。これは運転操作が煩雑であるとしてMT車が嫌われる理由だが、ブレーキペダルとアクセルペダルを踏み間違えてもそれだけでは誤発進や一定以上の加速をしないということでもある。サポートカー限定条件付免許で運転できる条件も、AT車では衝突被害軽減ブレーキとペダル踏み間違い時加速抑制装置の両方を装備していることなのに対して、MT車では前者のみである。
事故発生の道路形状別にみると、件数では単路が最も多いが、高齢者では駐車場等の一般交通の場所でも多く発生しており、増加傾向にある。全事故に対するペダル踏み間違い事故の割合を比較すると、駐車場等の一般交通の場所が特に高い。
立体駐車場では、車両を後退させて駐車させる際にしばしばアクセルの踏み間違いによる暴走事故が生じる。この場合、暴走した車両が駐車場外へ転落し、車両の搭乗者のほか直下を通過中の歩行者をも巻き込む事故となることもある。アメリカなどではドライバー側の責任となるため駐車場運営者の責任問題となることはないが、国土交通省では駐車場からの転落を防ぐ設計指針などを示しており、強度を高めたガードレールの配置などが進められている。
コンビニエンスストアやスーパーマーケットなど、駐車場と店舗が近接した場所でもしばしば踏み間違いによる事故が起きる。この場合は車両が店舗に突っ込んでしまうことで、中にいる客を巻き込むことがある。強度を高めた車止めや、店舗の窓ガラスに向かわないように駐車スペースを設けるなどの対策はあるが、店舗数も多いため対策の普及率は低い。

### アメリカ
踏み間違い事故によって16,000件の事故が起きている。「20代や65歳以上の人がよく事故を引き起こし、ホンダ・アコードのあるモデルは事故率が高かった。 ドライバーがギアをRに切り替えて向きを変えたりした時に、事故は起きている」などの研究結果を NHTSA（National Highway Traffic Safety Administration）は報告している。Texas A&M University の研究によると、毎年何千もの建物が破損した。店に突っ込む事故に関しては、65歳以上の人が多かった。カリフォルニアのアルテシアやマサチューセッツは、ペダルエラーによる事故の被害を軽減する新しい基準を作った。
またアメリカ合衆国運輸省は、全ての新車に衝突被害軽減ブレーキを標準装備とする様、全自動車メーカーに要請しており、既にトヨタ自動車、ゼネラルモーターズ、フォルクスワーゲン等の大手10社が合意している。これに伴い、センサー式踏み間違い事故防止装置が普及しつつある。

### ヨーロッパ
ドイツでも高齢ドライバーによる暴走事故などが問題になっているが、マニュアル（MT）車の比率が高く、ブレーキとアクセルの踏み間違いによる事故は日本ほど多くはないといわれている。

## 対策

### センサー検知方式の誤発進防止装置
衝突被害軽減ブレーキ、先進安全自動車（ASV）、安全運転サポート車（サポカー）の項目も参照
踏み間違い事故の大半を占める急発進事故への対策として、センサーで障害物を検知している状態で、ドライバーが必要以上にアクセルを踏んだ場合、警報と同時にエンジン出力を絞る事で急発進を防止する装置が発売されている。これらの装置は、衝突被害軽減ブレーキと一体または同一オプションパッケージとなっている物が大半で、急発進以外の踏み間違い事故に対しても効果がある。2008年にスバル・アイサイトで初めて市販され、衝突被害軽減ブレーキの普及と共に多くの車種に搭載されるようになり、2014年に販売された乗用車の新車の32%に搭載された。2015年にはトヨタ・セーフティセンスの発売が開始された。
新車時点で踏み間違い防止を装着していない車両に対して、カー用品店で後付けで装着するパーツ（例:2016年、ミラリード「ペダルの見張り番」）も開発・販売された。
2017年からは、経済産業省や国土交通省が高齢者による誤操作事故防止を目的として「安全運転サポート車」（セーフティー・サポートカー / サポカー）の制度を開始しており、自動ブレーキ（衝突被害軽減ブレーキ）と共に普及を推進している。
また衝突被害軽減ブレーキ搭載車は、非搭載車より事故率が低い事が証明されたため、2017年1月から平均10%程度の自動車保険料割引の対象となる事が決定した。割引額は装置や保険会社により異なる。これに伴い、必然的に衝突被害軽減ブレーキとセットのセンサー式踏み間違い事故防止装置も、保険料割引の対象となる。
しかしながら、障害物検知による誤発進抑制機能は10km/hもしくは15km/hの低速でのみ作動するようにプログラムされており、それを超える速度では、アクセルペダルの踏み込みを運転者の加速意図であるとして、障害物を検知していても加速を許容するようプログラムされた製品がほとんどであるため、踏み間違い操作が行われると、加速を許してしまうため、事故防止の効果は限定的である。
- SUBARU - アイサイト（EyeSight）
- マツダ - スマート・シティ・ブレーキ・サポート（SCBS）
- ダイハツ工業 - スマートアシスト
- トヨタ自動車
  - インテリジェントクリアランスソナー
  - Toyota Safety Sense
- 日産自動車
  - 踏み間違い衝突防止アシスト
  - エマージェンシーブレーキ
- スズキ
  - レーダーブレーキサポート
  - デュアルカメラブレーキサポート
- 本田技研工業
  - シティブレーキアクティブシステム
  - Honda SENSING
- 三菱自動車工業 - FCM-City

### シフト・ロック機構
1980年代後半、アメリカ合衆国ではアウディ5000（日本や欧州ではアウディ・100として流通）のオートマチック車で急加速事故が多発し問題となった。これを受け1989年、アメリカ国家道路交通安全局（NHTSA）が調査を行った結果、急加速の主な原因を「ペダルの踏み間違い」と結論づけた。アウディ側は、解決策としてキックダウン（急激なアクセルを行った際に生じるシフトダウン）を自動的に抑えるシフト・ロックを設計した。同様の設計手法は、他のメーカーも採用に広がった。
日本では1987年頃からAT車の暴走事故が社会問題として大きく報道され始めた。それまではペダルの踏み間違いが暴走の主因であるとされていたが、車体の構造欠陥などが事故原因ではないかとの指摘がユーザー側からされるようになり、特に日産自動車でノックダウン生産されていたフォルクスワーゲン・サンタナでは、アイドル回転制御装置の欠陥（アウディ・100も共通の部品を採用していた）が当時の衆議院にて直接指摘される事態にまで至った。運輸省は国会での質問趣意書を受け、過去の暴走事故も含めた包括的な調査を開始、1989年に「アイドル回転数補正装置や定速走行装置に異常が生じた場合、暴走に結びつく可能性のあるエンジン回転数の異常上昇が発生する」事を最終報告書に記している。しかし、ユーザー側から指摘のあった（違法CB無線などによる）電波ノイズによる暴走発生の可能性については記載されなかった。また、同年の運輸白書では「突然のエンジン回転数上昇と同時にブレーキも効かなくなるような暴走現象は認められなかった」とも結論づけられている。日本自動車工業会は社会問題が本格化した1987年末に、1989年以降発売される新車の全てに「エンジンを始動後、ブレーキペダルを踏みながらでないとPレンジから他のレンジにシフトレバーを動かせない」シフトロック装置を標準搭載する事を決定、日本車にもシフトロック機構が普及する事となった。

### アクセル感知方式の誤発進防止装置
自動車部品として、アクセルペダルの開度速度を感知し、低速時のアクセルの急踏込・べた踏込を検知した場合に、急ブレーキをかける・エンジンを停止するなどの機能を持った装置が発売されている。
- サン自動車工業 - S-DRIVE誤発進防止システム
- ナンキ - STOPペダル
- 光テクノサービス - セフティドライビング・アシストシステム（SDAS）

### ワンペダル（ナルセペダル）
熊本県玉名市（旧玉名郡岱明町）にある鉄工所ナルセ機材が開発したペダル。正式名称は『ワンペダル』で、同社取締役社長の鳴瀬益幸自身が、踏み間違いによる暴走事故を起こしたのを機に開発された。
『本質安全』の装置として、アクセルを横押し機構にし、既存のアクセルペダルを撤去しブレーキペダルを改造する（加速させる為には、爪先を右横にひねる動作を行なう）ことで、ペダルの踏み間違いそのものを発生させないワンペダル方式となっている。メーカー品より大きなブレーキペダル上に常に足を乗せて操作するため、加速中であってもペダルを踏み込めば、即・ブレーキ操作となる。そのため結果的に、空走距離を通常ペダルより大きく短縮でき、短い停止距離での車両停止が可能である。
導入実績もまだ少なく、改造費用も約20万円と安価ではないが、国土交通省自動車保安基準適合部品であり、ナルセ機材が所在する玉名市では、このペダルの整備費用に対して補助金が申請できる。

### クリープ現象
駐車時にはアクセルペダルを踏まず、ブレーキペダルに足をかけ、クリープ現象を利用して駐車することが事故を防ぐ対策の一つである。 

## 司法判断
ブレーキとアクセルの踏み間違いによると見られる死亡事故については、2021年9月現在、次の司法判断が示されている。いずれも当事運転者の過失を事故の発生原因と認め、有罪判決が下されている。
| 発生日時        | 発生場所           | 人的損害 | 人的損害 | 人的損害 | 判例                 | 判例                 | 出典          |
| 発生日時        | 発生場所           | 死者     | 重傷     | 軽傷     | 判決                 | 係争状況             | 出典          |
| --------------- | ------------------ | -------- | -------- | -------- | -------------------- | -------------------- | ------------- |
| 2016/12/3 17:00 | 福岡県福岡市博多区 | 3        | 7        | 7        | 禁錮5年6ヶ月         | 上告棄却、確定       | [ 27 ] [ 28 ] |
| 2018/2/18 7:20  | 東京都港区         | 1        | 1        | 0        | 禁錮3年、執行猶予5年 | 東京地裁判決、控訴中 | [ 29 ] [ 30 ] |
| 2019/3/18 8:45  | 徳島県鳴門市撫養町 | 2        | 4        | 4        | 禁錮3年、執行猶予5年 | 徳島地裁判決         | [ 31 ] [ 32 ] |
| 2019/4/21 14:00 | 兵庫県神戸市中央区 | 2        | 6        | 6        | 禁錮3年6ヶ月         | 神戸地裁判決         | [ 33 ] [ 34 ] |

### テレビ番組
- 見過ごされてきた踏み間違い事故 - NHK クローズアップ現代 - ウェイバックマシン（2016年5月21日アーカイブ分） 2010年10月19日放送 - 踏み間違い事故を取り上げている。